# エッ!うそーホント?
『エッ!うそーホント?』は、日本テレビ系列局ほかで放送されていた日本テレビとイーストの共同製作のクイズ番組である。日本テレビ系列局では1982年10月6日から1985年9月18日まで、毎週水曜 19:00 - 19:30 （日本標準時）に放送だったが、プロ野球中継の際は休止。

## 概要
驚くような人々の行動や風景などを芸能人たちがリポートし、その映像の真偽をクイズにしていた公開番組である。司会は土居まさるが務めていた。タイトルは、当時の若い女性たちの間で流行っていた言葉「ウソー」「ホントー」に由来するもので、タイトルコールも当初は「エッ!うそーホント?」という女性の声が使われていたが、後に来場している観客たちがコールをするようになった。
解答者たちは問題のVTRを見て、それが嘘か本当かを見極めて解答していた。解答者たちには、トランプのハートをモチーフにした「ホントちゃん」とスペードをモチーフにした「ウソべぇー」というキャラクターの人形が手渡されており、おのおのが正解と思うほうの人形を出す方式で解答していた。出した人形が不正解だった場合、前期には人形がしぼんでいたが、後期にはその場から落ちるようになった。問題は4問あり、正答数のもっとも多かった解答者が優勝。優勝者には、「ホントちゃん箱」と「ウソべぇー箱」のどちらか（中身は豪華賞品と粗品のいずれか）を選び、選んだほうの中身を貰うことができた。

## 出演者

### 司会
- 土居まさる

### 解答者
- 大島渚
- 和田アキ子
- このほか、毎回男性ゲストと女性ゲストが1人ずつメンバーに加わっていた。

### リポーター
- 相本久美子 - 海外からの出題を担当していた。
- 江藤博利 - ボケ役で、答えがばれるようなリポートをすることが多かった。
- マギー司郎
- ほか

## エピソード
- 本番組の問題VTRに指名手配中の人物が出たことがあり、それが犯人逮捕に繋がってニュースで取り上げられた。
- 番組開始から1984年3月までは、TBS系列の信越放送と北陸放送[1]（後者は1983年4月開始）でも放送されていた。しかし、この2局がネットしているJNNナイター中継の延長時間が同年度をもって最大30分になったため、この2局では一足先に終了することになった。
- 四国放送では1982年12月時点ではこの時間にTBS木曜7時30分枠の連続ドラマを遅れネットしていたため、この番組は放送していなかった[2]。